# Legio IX Hispana
A Legio IX Hispana (legio nona Hispana, 9. hispániai légió) egy római légió volt, amelyet Caesar alapított és többnyire Britannia provinciában állomásozott. Hadijelvénye feltehetően - mint valamennyi, Caesar által alapított egységé - a bika volt.

## Története
A Legio IX Hispana (a VII Claudia, VIII Augusta és X Gemina légiókkal együtt) a Római Birodalom legrégebbi állandó egységei közé tartozott. I.e. 58-ban már elkísérték Julius Caesart galliai hadjáratára; a hadvezér a nerviusok elleni csata kapcsán külön megemlíti őket.
A Pompeius elleni polgárháború során i.e. 49-ben részt vett Hispániában az ilerdai csatában, majd az észak-itáliai Placentiába vezényelték őket, ahol rövid időre fellázadtak. 48 tavaszán Dyrrhachiumnál súlyos veszteségeket szenvedtek. Az i.e.  48 augusztus 9-én vívott pharsalusi csatában a VIII Augustával összevonva küzdött. A győzelem után Caesar leszerelte őket és a veteránokat Itáliában telepítette le, de már 46-ban visszahívták őket az africai hadjárathoz. A veteránok egy része Picenumban, mások Histriában kaptak földet, ám néhány évvel később, i.e. 41-ben Caesar örököse, Octavianus ismét a segítségükre szorult a Szicíliát megszálló Sextus Pompeius ellen. Mikor elhárították a Róma gabonaellátását fenyegető veszélyt, a 9. légiót a Balkánra küldték; emiatt egy időre megkapta a Macedonica melléknevet.

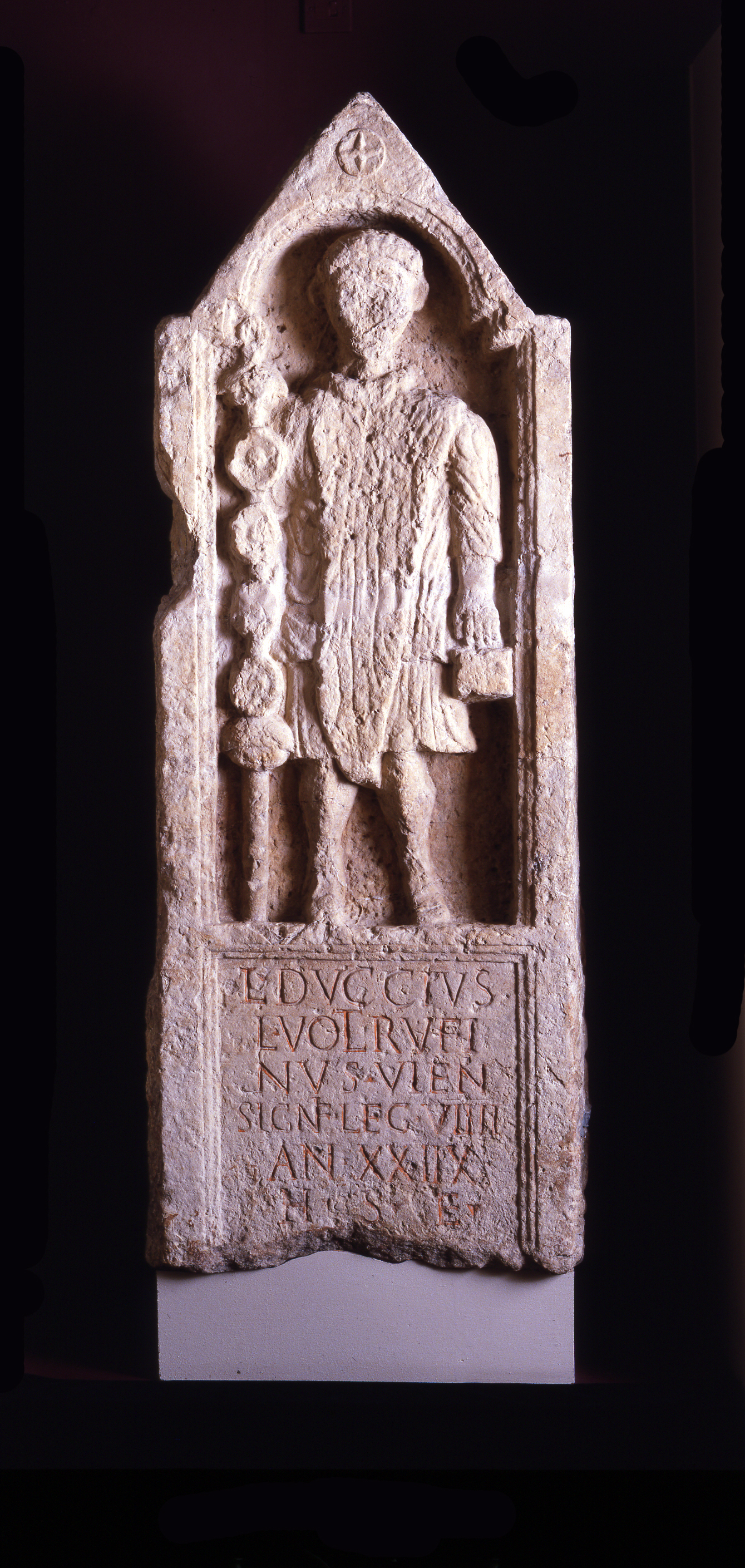
Lucius Duccius Rufinus, a 9. légió katonájának síremléke

I.e. 31-ben,polgárháború tört ki Octavianus és Marcus Antonius között, melyet az actiumi csata döntött el az előbbi javára, aki egyeduralkodóvá válva felvette az Augustus nevet. A döntő csatában is szereplő 9. légiót Hispania Tarraconensis provinciába küldték, ahol részt vett a 25-13 között vívott cantabriai háborúkban. A nagyszabású hadműveletekben szerepet kaptak a I Germanica, II Augusta, IV Macedonica, V Alaudae, VI Victrix, X Gemina, XX Valeria Victrix és talán a VIII Augusta légiók is. A 9. légió a 24. évi hadjáratban kitüntette magát és megkapta a Hispana (vagy Hispaniensis) melléknevet. Ezutáni állomáshelye nem ismert pontosan. A légiót vagy egy alegységét i.e. 20-ban feltehetően a Rajnához küldték és részt vett Marcus Vipsanius Agrippa germánok elleni háborújában és szerepet kaphatott Drusus hadjáratában is a Rajna keleti partján. Azonban ebben az időszakban egy pannoniai felirat is említi a légiót, így lehet, hogy nem a Rajnánál, hanem a Dunánál (esetleg Sirmiumban) állomásozott. Az i.sz. 9-ben elszenvedett katasztrofális teutoburgi vereség után már Pannoniában tartózkodott. I. sz. 14-ben pedig már bizonyosan a Száva-menti Sisciában (a mai Sziszek) volt és egészen 43-ig itt is maradt (kivéve 21-24-ben, amikor a légiót vagy alegységeit Észak-Afrikába küldték a III Augusta megsegítésére a maurikkal szemben.
43-ban Claudius császár britanniai hadjáratán a IX Hispana, II Augusta, XIV Gemina és XX Valeria Victrix légiók vettek részt. Az Aulus Plautius vezette 9. légió előbb megosztva a mai Longthorpe és Newton-on-Trent helyén táborozott - elképzelhető, hogy Leicesterben megosztotta táborát a XIV Geminával -, majd 55 után Lincolnban állomásozott.
Boudica királynő 60-as felkelése során a légió súlyos veszteségeket szenvedett, katonáinak harmada elesett. Ekkori parancsnoka, Quintus Petillius Cerialis nem vált kegyvesztetté, vagyis az egység feltehetően becsülettel helytállt. A légió a germániai provinciákból kapott erősítést. 77-ben átirányították Eboracumba (ma York), ahol a II Adiutrixot váltotta fel az északi határ védelmében.
Cerialis, aki 70-ben Germaniában a batavusok lázadását vert le, ezután visszatért a 9. légió élére és 78-ban az észak-angliai brigantes törzs ellen vezette őket. Elkísérte őket a Gnaeus Julius Agricola vezette XX Valeria Victrix is és a mai Stanwick mellett vereséget mértek a brigantesek vezérére, Venutiusra.
A IX Hispana egyik alegysége 83-ban részt vett a germán chattusok lázadásánal felszámolásában. Feltételezik - bár nem teljesen bizonyított - hogy katonái harcoltak Traianus dákok elleni háborújában is.
A légió utolsó biztos említése 108/109-ből származik, amikor kőerődöt építettek Eboracumban. Ezt követően sorsa ismeretlen, egyes történészek feltételezték, hogy a piktek 117-118 körül megsemmisítették és emiatt építette Hadrianus az észak-britanniai védőfalat. Újabb kutatások szerint 121 után a légiót vagy legalább egy alegységét 121 után Germania Inferior provinciába, Nijmegenhez helyezhették át. Lehetséges, hogy ezt követően a Bar Kohba-féle zsidó felkelésben, Kappadókiában 161-ben, vagy a 162-es dunai felkelésben pusztult el. A Marcus Aurelius (161-180) idején készült légiólistából már hiányzik.